# Karneid
Karneid (wł. Cornedo all’Isarco) – miejscowość i gmina we Włoszech, w regionie Trydent-Górna Adyga, w prowincji Bolzano.
Liczba mieszkańców gminy wynosiła 3330 (dane z roku 2009). Język niemiecki jest językiem ojczystym dla 87,27%, włoski dla 12,38%, a ladyński dla 0,34% mieszkańców (2001).